# Girls Around the World
Girls Around the World è un brano musicale del cantante R&B Lloyd, pubblicato come secondo singolo estratto dall'album Lessons in Love il 12 maggio 2008. Il brano, prodotto da Big Reese & Jasper Cameron e scritto da Lloyd Polite, Dwayne Carter, Eric Barrier, William Griffin, figura la collaborazione del rapper Lil Wayne. Il brano utilizza un campionamento di Paid in Full del duo Eric B. & Rakim. Il singolo ha raggiunto la posizione numero sessantaquattro della Billboard Hot 100 e la numero tredici della Hot R&B/Hip-Hop Songs.

## Tracce
Digital single
1. Girls Around the World.jpg (feat. Lil Wayne) – 3:31

Vinile
Lato A
1. Girls Around The World (Album Version) (feat. Lil Wayne) - 4:06
2. Girls Around The World (Radio Version) (feat. Lil Wayne) - 3:31

Lato A
1. Girls Around The World (Instrumental) - 3:53
2. Girls Around The World (Acappella) - 3:31

## Classifiche
| Classifica (2010)                    | Posizione più alta |
| ------------------------------------ | ------------------ |
| U.S. Billboard Hot 100               | 64                 |
| U.S. Billboard Hot R&B/Hip-Hop Songs | 13                 |